# بانكا كوميرشيالا رومانا
Banca Comercială Română (BCR)
هي عضو في (Erste Group)، تتعامل مع زبائن ومع الشركات، موجداتها تجاوزات 16 مليار يورو عام 2010. BCR تعتبر أهم شركة مالية في رومانيا. وهو شركة خاصة والذي تأسس عام 1993.

## وصلات خارجية
- الموقع الرسمي
- BCR Moldova